# Prăbușirea pieței jocurilor video din 1983
Prăbușirea pieței jocurilor video din 1983 sau criza jocurilor pe calculator din 1983 (cunoscută în Japonia ca Șocul Atari) a fost o recesiune masivă în industria jocurilor pe calculator care a avut loc între 1983 și 1985, mai ales în Statele Unite. Criza a fost asociată cu mai mulți factori, inclusiv saturația pieței cu un număr mare de console de jocuri și cu jocuri de consolă, precum și o schimbare a interesului de la console la computere personale. Profiturile industriei, care au atins un maxim de 3,2 miliarde de dolari americani în 1983, au scăzut la aproximativ 100 de milioane de dolari în 1985 (o scădere de aproape 97%). Criza s-a întrerupt brusc în America de Nord, ceea ce se numește retrospectiv a doua generație de console de jocuri.
Criza, care a durat doi ani, a zguduit industria în curs de dezvoltare rapidă și a provocat falimentul mai multor companii regionale care produceau computere pentru acasă și console de jocuri. Analiștii de atunci și-au exprimat îndoielile cu privire la perspectivele pe termen lung privind existența consolelor de jocuri și a software-ului pentru acestea.
În urma prăbușirii, companiile japoneze au devenit lideri în industrie, iar pe măsură ce industria a început să se redreseze, au apărut primele edituri majore de jocuri video, maturizând industria pentru a preveni un accident similar în viitor.